# NGC 2369
NGC 2369 (другие обозначения — ESO 122-18, AM 0716-621, IRAS07160-6215, PGC 20556) — спиральная галактика с перемычкой (SBa) в созвездии Киль.
Этот объект входит в число перечисленных в оригинальной редакции «Нового общего каталога».
В галактике вспыхнула сверхновая SN 2008cm типа Ia, её пиковая видимая звездная величина составила 16,4.
Галактика NGC 2369 входит в состав группы галактик NGC 2369. Помимо NGC 2369 в группу также входят NGC 2369A, PGC 20640, NGC 2381, NGC 2417, IC 2200, IC 2200A и PGC 21062.